# U-Bahn-Station Hausfeldstraße

Die U-Bahn-Station Hausfeldstraße ist eine Hochstation der Wiener U-Bahn-Linie U2 im 22. Bezirk Donaustadt. Sie ist Teil der 4. Ausbaustufe der Wiener U-Bahn. Sie entstand im Zuge der Verlängerung der Linie U2 von der Aspernstraße zur Seestadt Aspern und wurde am 5. Oktober 2013 eröffnet. Sie bildete mit der 1987 eröffneten Haltestelle Wien Hausfeldstraße der ÖBB, die parallel zur U-Bahn-Station an der Marchegger Ostbahn lag, einen Umsteigeknoten, ehe diese am 1. Oktober 2018 aufgelassen wurde; die Verknüpfung von U2 und Ostbahn erfolgt seither durch die Station Aspern Nord.

## Aufbau
Die U-Bahn-Station befindet sich westlich der Hausfeldstraße parallel zur nördlich der Station verlaufenden Marchegger Ostbahn (Bahnstrecke Wien–Bratislava). Sie ist zweigleisig mit einem Mittelbahnsteig in einfacher Hochlage ausgestattet. Der östliche Abgang führt zur Hausfeldstraße, die die U2 und die Marchegger Ostbahn unterquert. Hier liegt am südlichen Stationsvorplatz die Wendeschleife für die Straßenbahnlinie 26 und die hier endenden Buslinien. Vom westlichen Ausgang gelangt man durch eine Unterführung zur Hasibederstraße. Östlich der Station wurde eine Wendeanlage errichtet.

## Geschichte

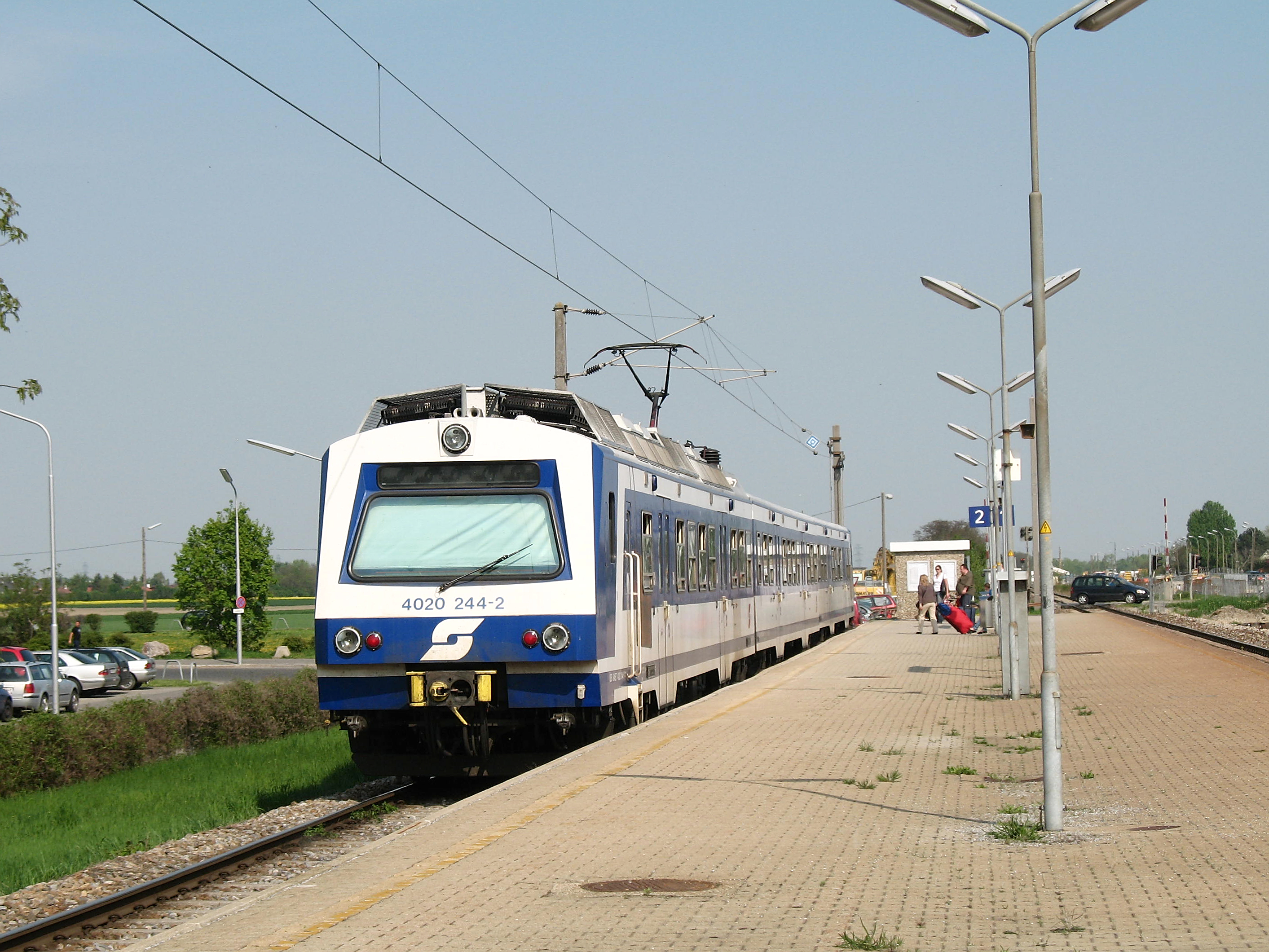
Stumpfgleis mit S-Bahn-Zug vor dem U-Bahn-Bau, 2010; rechts durchgehendes Gleis

Früher bestand die ÖBB-Haltestelle aus einem elektrifizierten Stumpfgleis, wo die S80 ihre Anfangs- bzw. Endstation hatte, und einem Bahnsteig am durchgehenden Gleis Richtung Marchegg. Unmittelbar nach dem Bahnsteigende Richtung Osten kreuzte die Hausfeldstraße das Gleis. Nach dem Beschluss, dass die U2 hier im Zuge der Verlängerung zur Seestadt eine Haltestelle bekommen sollte, begannen die ÖBB, die niveaugleiche Kreuzung zwischen Bahn und Hausfeldstraße durch eine Unterführung zu ersetzen, um einen besseren Zugang zur U-Bahn-Station zu ermöglichen. Außerdem wurde dadurch Platz für die Verlängerung der Straßenbahnlinie 26 geschaffen, die gemeinsam mit der U2 in Betrieb ging. Als die ÖBB diese Straßenunterführung bauten, wurde der Bahndamm in diesem Abschnitt für zwei Streckengleise errichtet und die alte Station Hausfeldstraße komplett abgerissen. Seither begannen und endeten die Züge der Linie S80 in Wien Hirschstetten, der am Bahndamm für das zweite Gleis provisorisch errichtete Holzbahnsteig wurde nunmehr von den REX-Zügen zwischen Wien Hauptbahnhof und Bratislava sowie von den Regionalzügen zwischen Wien Hauptbahnhof und Marchegg bedient. Am 1. Oktober 2018 wurde die Bahnhaltestelle aufgelassen und durch die Haltestelle Wien Aspern Nord ersetzt.

## Bilder

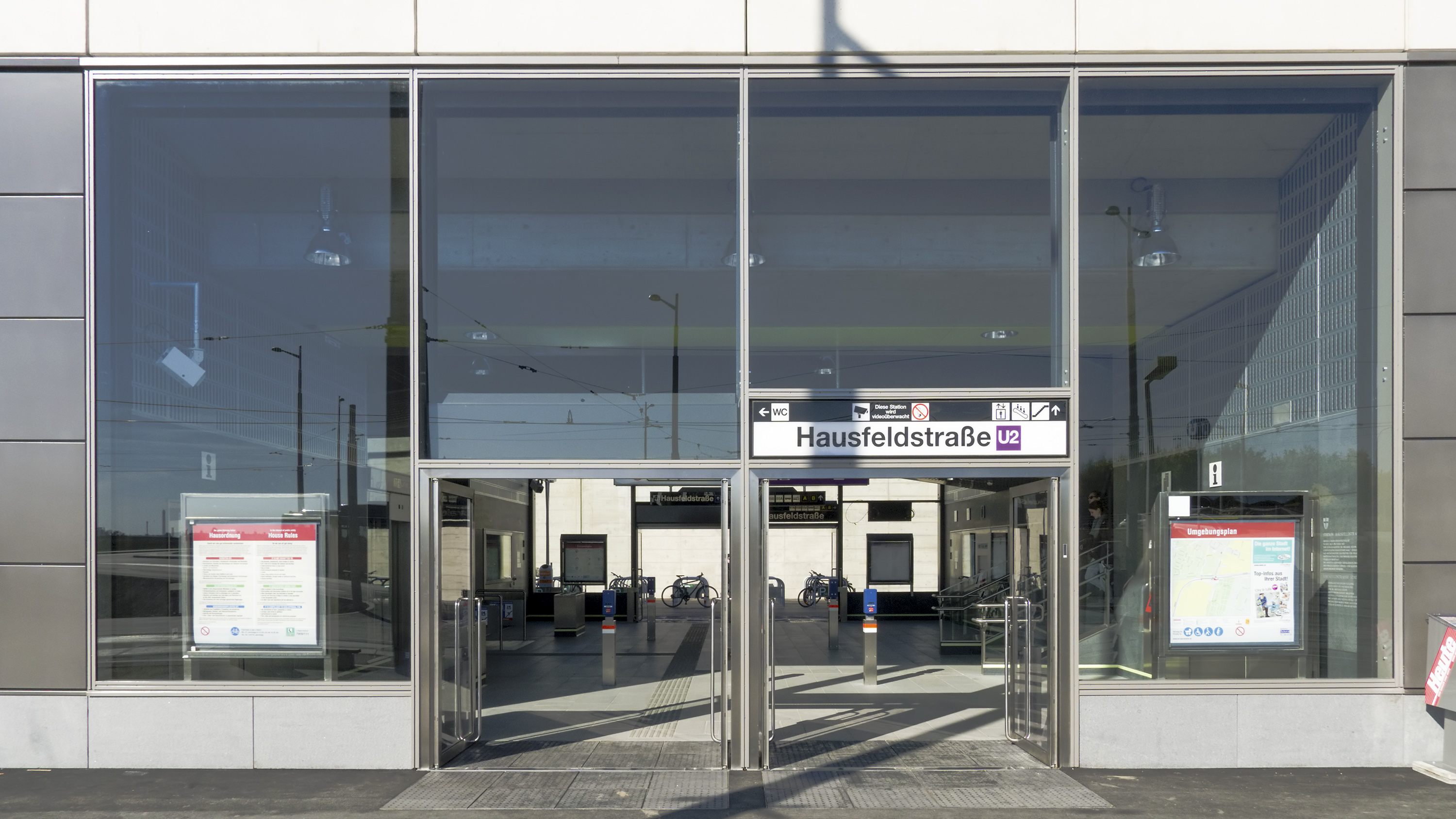
Ostteil, Ausgang Oberes Hausfeld
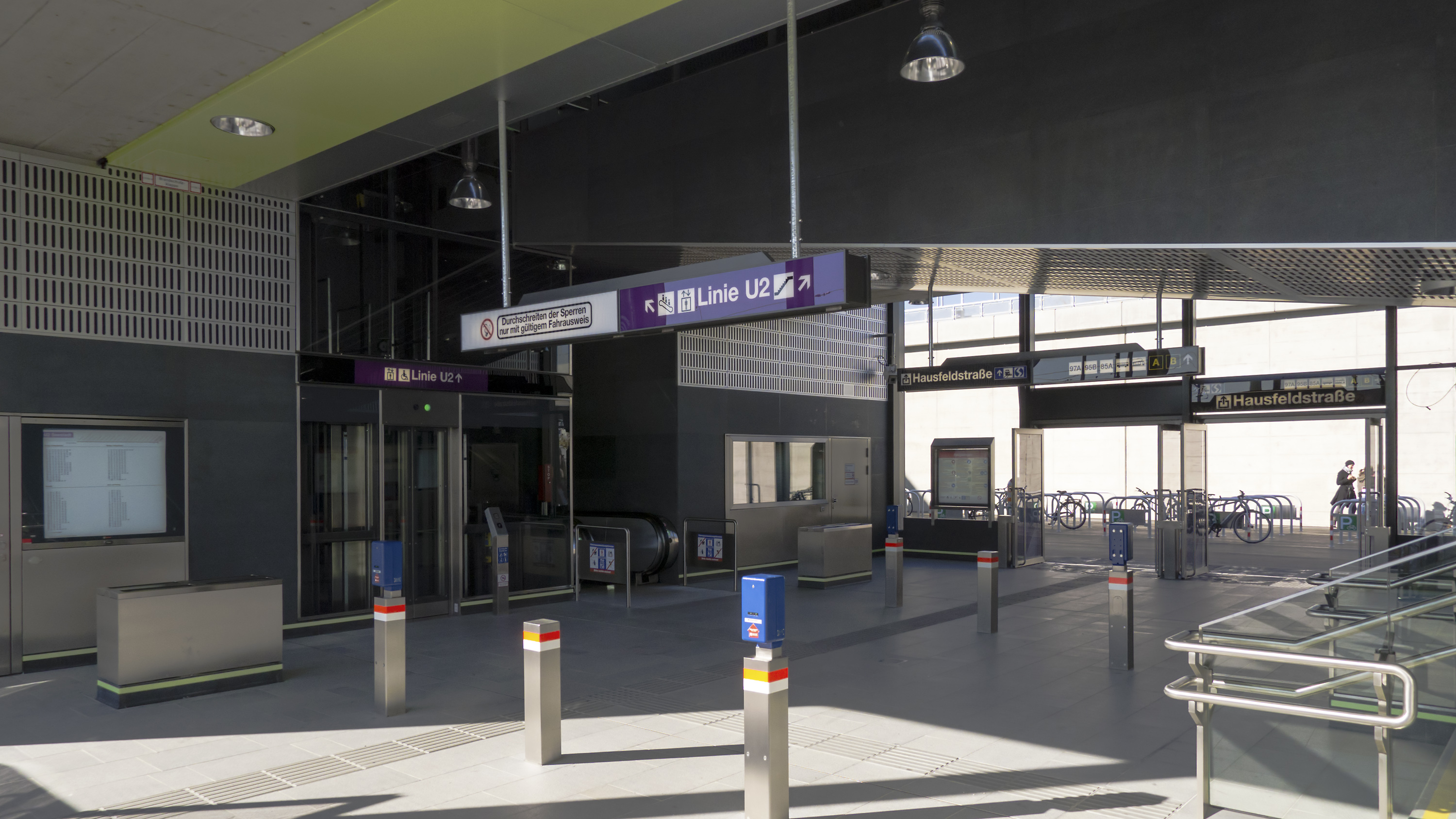
Ostteil, Innenansicht
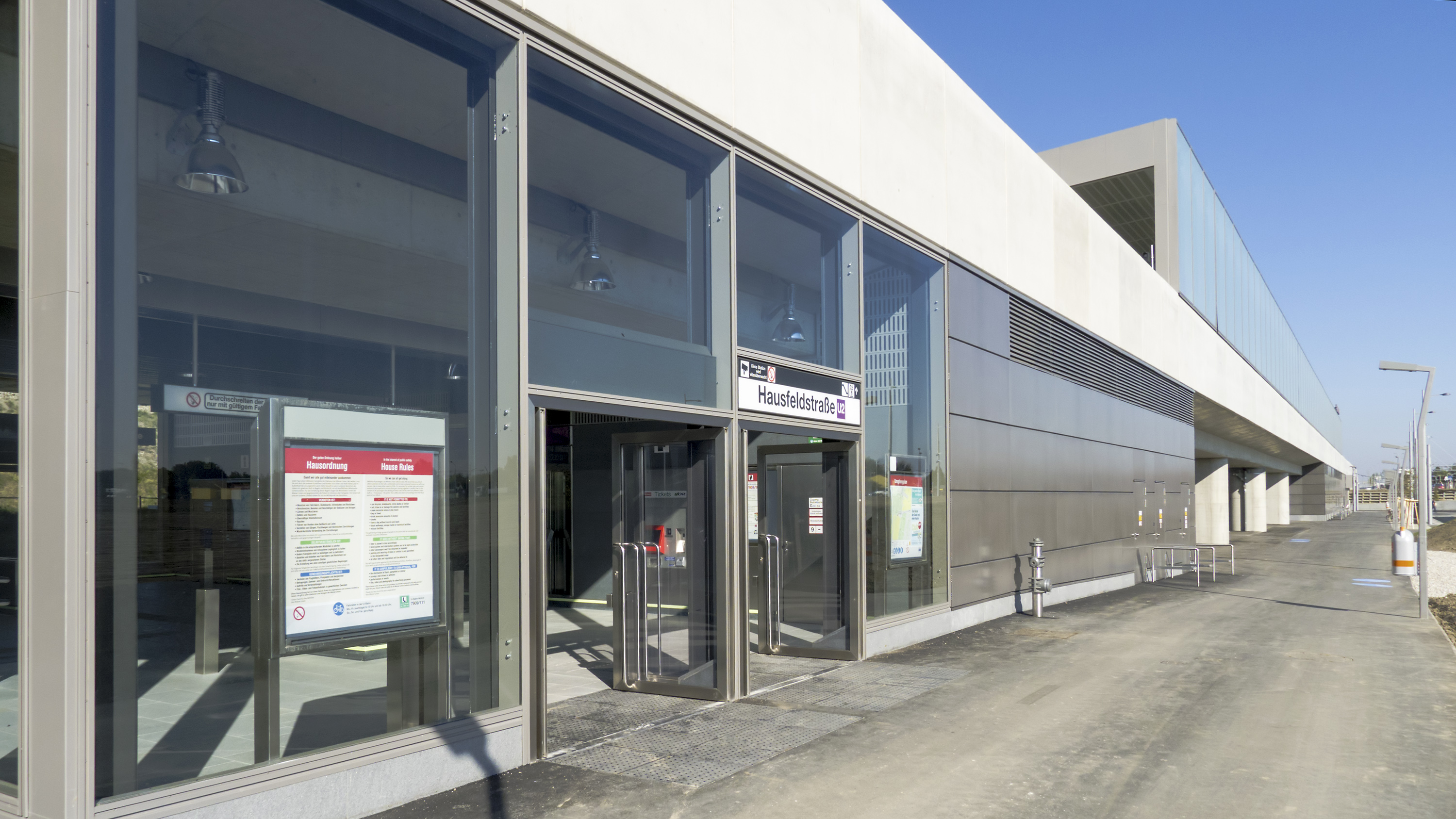
Westteil
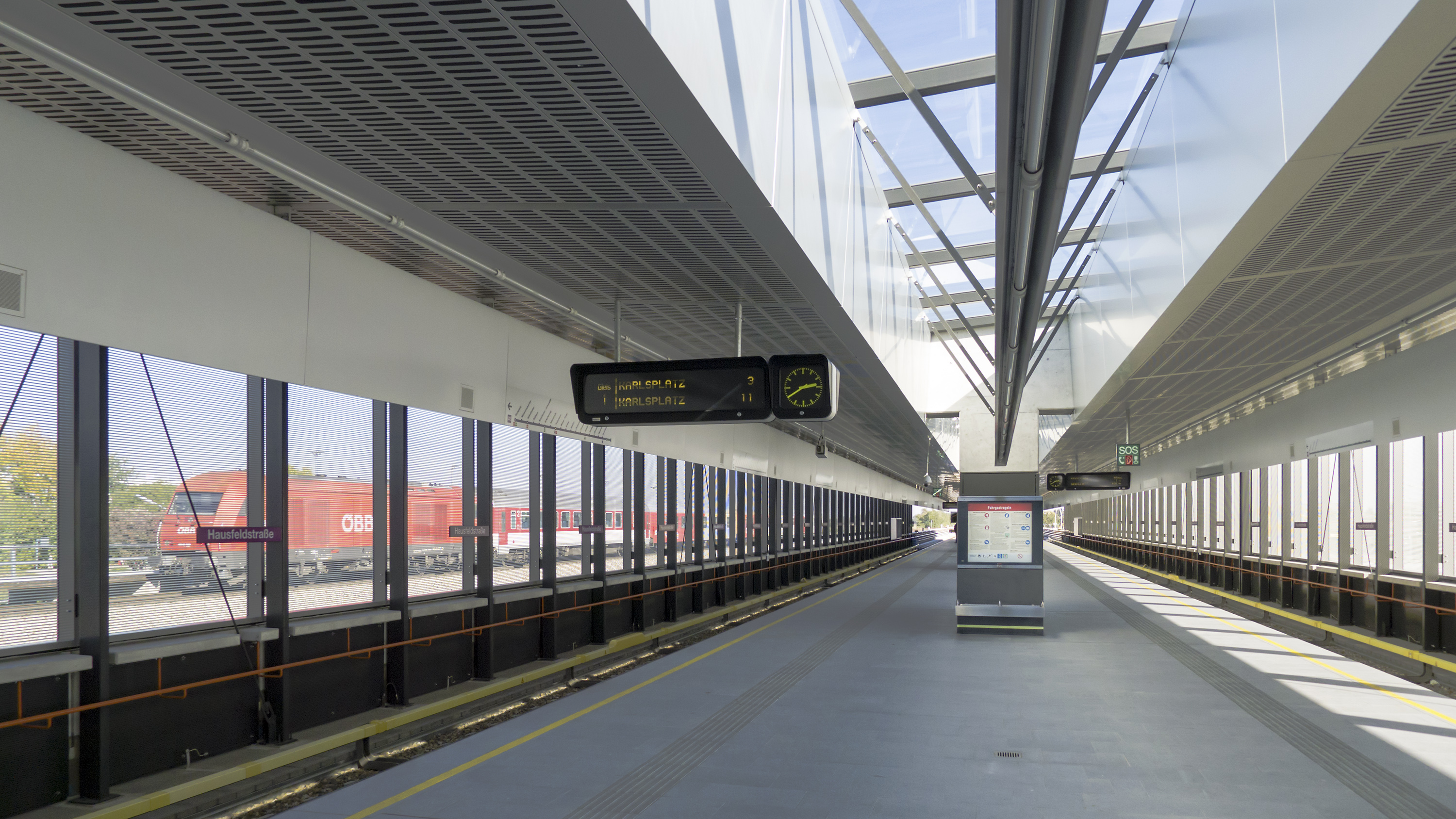
Bahnsteig
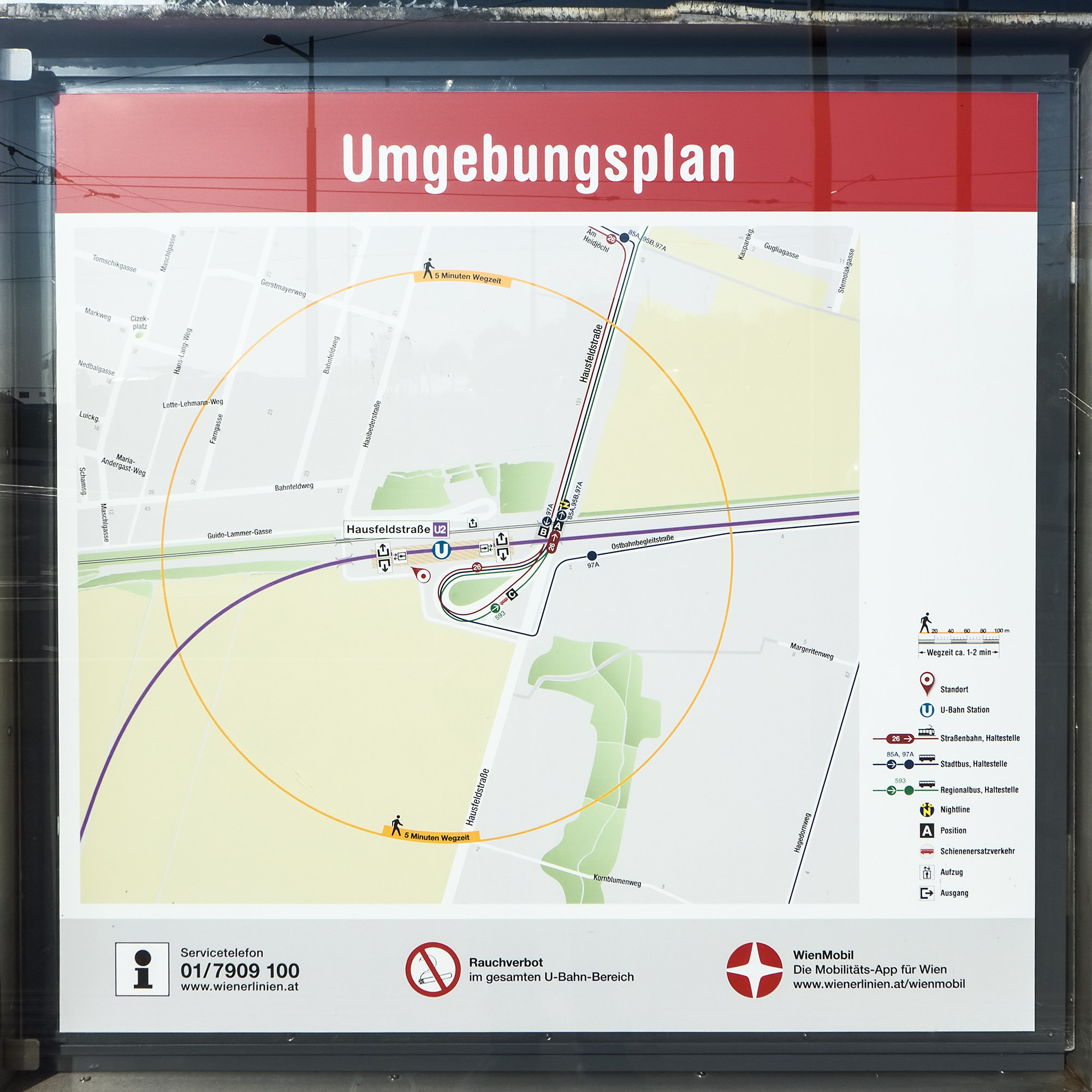
Umgebungsplan

## Linien im Verkehrsverbund Ost-Region
Karlsplatz – Volkstheater – Schottenring – Praterstern – Hausfeldstraße – Seestadt
26 Hausfeldstraße – Kagraner Platz – Floridsdorf – Strebersdorf, E.-Hawranek-Platz
85A Hausfeldstraße – Breitenlee, Rautenweg
95B Hirschstetten Ort – Hirschstetten – Hausfeldstraße
97A Aspernstraße – Hausfeldstraße – Breitenlee,
N23 Hausfeldstraße – Kagraner Platz
540 Hausfeldstraße – Schloßhof
595 General-Motors-Werk – Hausfeldstraße – Mistelbach – Laa an der Thaya

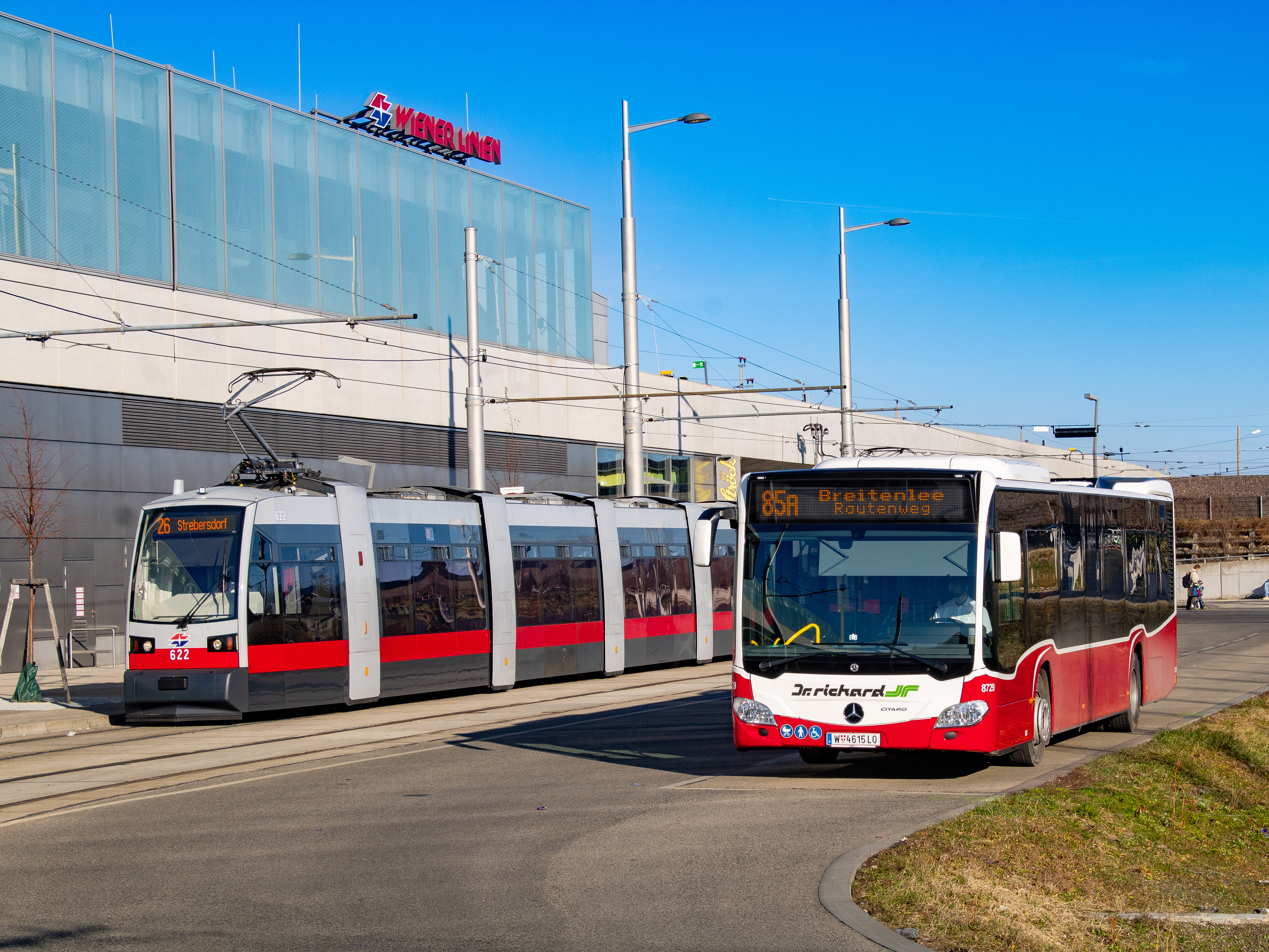
Endschleife Hausfeldstraße
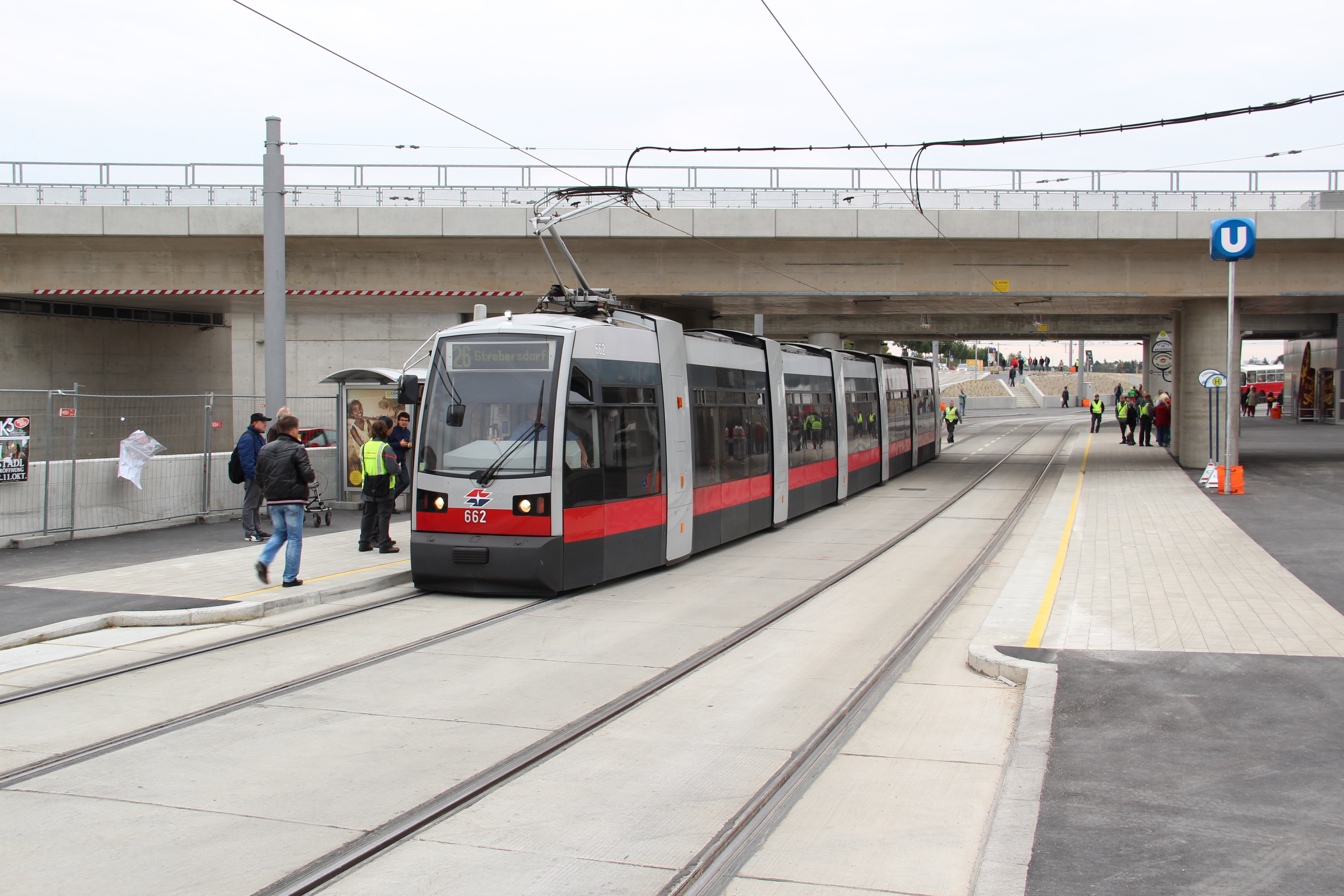
Die Endstation der Linie 26, direkt unter der Marchegger Ostbahn und der U2